# Переправа через Сомму
Переправа через Сомму (англ. Crossing of the Somme) — военная операция во время франко-испанской войны 1635—1659 годов. Части испанской Фландрской и имперской армий под командованием Томаса, принца Кариньянского, и кардинала-инфанта Фердинанда Австрийского во время наступления на французскую территорию форсировали реку Сомму в районе Бре-сюр-Сом и отбросили французские войска Луи де Бурбона, графа Суассона, а затем приступили к осаде важной крепости Корби.

## Ход операции
Вскоре после неуспеха французской армии по осаде Лёвена, в боях на Рейне, в Эльзасе и Лотарингии император Священной Римской империи Фердинанд II предложил испанцам организовать совместное вторжение во Францию. Филипп IV Испанский и его первый министр Оливарес быстро согласились.
В июне 1636 года в Монсе была собрана армия около 18 000 солдат, включая имперский контингент под командованием Оттавио Пикколомини. 2 июля  Фердинанд Австрийский пересек границу через Авен и взял крепости Ле-Катле и Ла-Капель. Несмотря на наличие больших гарнизонов, Ла-Капель сдалась всего лишь после шести дней осады, а Ле-Кателе, одна из сильнейших крепостей Франции, — через три дня, из-за разрывных снарядов, использованных испанской армией, — недавнее нововведение, еще не знакомое французам. После этого Фердинанд Австрийский поручил командование своей армией принцу Кариньянскому.
Принц Кариньянский направился в Сен-Кантен с целью продолжить вторжение, но затем изменил маршрут наступления армии и двинулся к реке Сомме, чтобы пересечь её в деревне Бре-сюр-Сом или в другом, более доступном месте. Для этой цели из Камбре были отправлены понтоны и лодки.
4 августа испано-имперские войска заняли небольшой остров посреди реки, и вскоре на другом берегу реки началась стычка с французскими войсками. Граф Суассон расположил свои батальоны и эскадроны у берега реки, чтобы отразить любую попытку переправы. Был подожжён Бре-сюр-Сом и построен ряде фортов на берегу реки. Началась ружейно-артиллерийская перестрелка.
Видя невозможность переправы в этом месте, принц приказал своим испанским терциям двинуться к деревне Серизи, расположенной в лиге к юго-западу от Бре, и пересечь там реку. На болотистой местности было разложено большое количество заранее заготовленного хвороста, чтобы облегчить переправу солдат, и был быстро переброшен понтонный мост с одного берега на противоположный. Французский Пьемонтский полк, находившийся в этом месте, попытался помешать переправе, но испанская артиллерия и несколько рот мушкетёров обстреляли лес, где он укрылся, и отогнали его. Узнав о переправе войск противника у Серизи, граф Суассон приказал отвести войска от берега Соммы и отступил, перейдя Уазу, в направлении Нуайона.

## Результаты
Принц Кариньянский, стремясь уничтожить отступающую французскую армию, отправил имперскую кавалерию Оттавио Пикколомини и испанскую кавалерию Иоганна фон Верта в преследование. Кавалерия Пикколомини захватила Руа, достигла Компьеня и продвинулся дальше на французскую территорию, что вызвало распространение паники среди населения Парижа. Одновременно кавалерия Верта уничтожила возле Нуайона 5 французских кавалерийских полков, но сил для захвата города у неё не хватило.
7 августа по приказу Фердинанда Австрийского принц Кариньянский окружил важную крепость Корби, которая сдалась ему неделю спустя. При французском дворе считали, что после Корби испанцы станут наступать дальше во Францию. Людовик XIII написал принцу Конде, приказывая ему отказаться от осады Доля и уйти из Франш-Конте, чтобы помочь защитить Париж. Но Фердинанд Австрийский почувствовал, что более амбициозные операции могут поставить под угрозу его армию, и решил отступить. В начале сентября он вернул свои войска в Камбре.